# ブルース・デビッドソン (馬術選手)
ブルース・オーラム・デビッドソン（Bruce Oram Davidson、1949年12月31日 - ）は、ニューヨーク州ロームに生まれ、総合馬術競技で活躍したアメリカ合衆国の馬術選手。馬とは無縁の家庭に育ったが、一家の友人に乗馬を勧められたことがきっかけでポニー・クラブが主催する行事で競技に参加するようになった。大学は、アイオワ州立大学に進んだが、3年で中退し、アメリカ合衆国馬術チームのフルタイムの一員となった。1974年に結婚し、1976年と1977年に子供が生まれている。息子であるブルース・デビッドソン・ジュニア (Bruce Davidson, Jr.) も、父の足跡を追って第一線の総合馬術選手となっている。
18歳のとき、デビッドソンは、総合馬術のアメリカ代表チームの選考に挑み、代表に選出された。オリンピックにおける最初のメダルは、1972年ミュンヘンオリンピックで、団体で銀メダルとなった合衆国代表チームの一員として獲得した。以降、デビッドソンは、総合馬術団体において、1976年モントリオールオリンピック、1984年ロサンゼルスオリンピックで金メダル、1996年アトランタオリンピックで銀メダルを獲得したが、1988年ソウルオリンピックではメダルを獲れなかった。また、世界馬術選手権やパンアメリカン競技大会にも何度も出場し、メダルを獲得したほか、バドミントン・ホース・トライアルやロレックス・ケンタッキー・スリーデイ・イベントの最高レベルの競技会にも繰り返し出場して勝利を重ねた。1980年代から1990年代はじめにかけて、デビッドソンは、アメリカ合衆国国内でも、国際的な競技会でも、総合馬術において、常に最上級の騎手の一人であった。彼はまた、馬の繁殖や調教においても、その優れた能力で知られていた。

## 私生活
デビッドソンは、1949年に、ビジネスマンだった父フランシス・デビッドソン (Francis Davidson) と、コンサート・ピアニストだった母アネット (Annette) の間に生まれた。4人きょうだいの3番目であり、もともと馬に親しむ機会はほとんどなかったが、一家はブルースがまだ子どもだったうちにマサチューセッツ州ウェストポートへ転居した。そこで、一家の友人が、デビッドソンに馬に接する機会を与え、彼はポニー・クラブの行事に参加するようになった。彼は馬を買って、調教し、売りながら、チャンピオン馬となるアイリッシュ・キャップを見出し、この馬に騎乗して1974年の世界馬術選手権で最初の金メダルを獲得した。デビッドソンは、獣医学を専攻してアイオワ州立大学に進んだが、3年で中退し、アメリカ合衆国馬術チーム (USET) に参加した。
1974年、デビッドソンはキャロル・ハナム (Carol Hannum) と結婚したが、彼女自身も第一線の騎手であり、その母親であるナンシー・ハナム (Nancy Hannum) は、ペンシルベニア州にデビッドソンがもっていたチェスターランド農場 (Chesterland Farm) を取り囲むように広大な土地を所有していた。1976年、デビッドソンの息子であるブルース・"バック"・オーラム・デビッドソン・ジュニア (Bruce "Buck" Oram Davidson, Jr.) が生まれ、次いで1977年には娘ナンシー・フレイザー・デビッドソン (Nancy Fraser Davidson) が生まれた。2005年、ナンシーは、デビッドソンにとっての最初の孫オーラム (Oram) を出産した。息子バック・デビッドソンも、国際的な競技会でも第一線で活動する総合馬術の騎手であり、ロレックス・ケンタッキー・スリーデイ・イベントなどにも父とともに出場している。
2002年、マサチューセッツ州で競技中に、デビッドソンの騎乗していた馬が、不慮の事故で転倒した。この「ハイ・スクープ (High Scope)」という馬は、首を折って即死し、デビッドソンはマサチューセッツ記念病院 (Massachusetts Memorial Hospital) の集中治療室 (ICU) に搬送された。負傷の治療を受けたデビッドソンは、退院することができた。2010年、デビッドソンは背中の椎間板ヘルニアを治療する手術を受けたばかりだったため、ロレックス・ケンタッキー・スリーデイ・イベントに参加できなかった。

## 経歴

### 競技歴
18歳のとき、デビッドソンは、国際的な水準で競うことができるアメリカ合衆国代表チームの結成を目指してニール・アイヤー (Neil Ayer) とジャック・ル・ゴフが開催していたトライアウトに参加した。デビッドソンには才能があり、ル・ゴフによれば「最初に彼が私のところへ来たとき、彼はどの斜線を自分が軽速歩で走ったかも分かっていなかった。それが2年後にはオリンピックで騎乗していたんだ。」という。デビッドソンは選抜され、ニュージャージー州グラッドストンで、4年間にわたる、週7日、休みなしのUSETによるトレーニングを受け始めた。
デビッドソンは、オリンピックの総合馬術団体競技で、1972年、1976年、1984年、1996年にメダルを獲得し、1988年にも出場を果たした。22歳だった1972年ミュンヘンオリンピックでは、馬術総合個人では8位、団体では銀メダルだった。1976年モントリオールオリンピックでは団体で金メダルを獲ったが、個人では10位だった。1984年ロサンゼルスオリンピックでは、個人では13位にとどまり、団体で金メダルを獲ったアメリカ合衆国のチーム内では最も低いスコアであった。1988年ソウルオリンピックでは、デビッドソンは18位に終わり、団体も途中棄権に終わった。1996年アトランタオリンピックでは、デビッドソンは個人には出場せず、団体では再び銀メダルを獲得した。
オリンピックの他にも、デビッドソンは、世界馬術選手権やパンアメリカン競技大会にも何度も出場した。1974年の世界馬術選手権では、個人、団体ともに金メダルを獲り、1978年にも個人で優勝を果たした。「アイリッシュ・キャップ」に騎乗した1974年の世界馬術選手権の優勝は、アメリカ人としては史上初であり、「マイト・タンゴに騎乗して果たした1978年の優勝は、前例のない史上初の連続優勝であった。このとき騎乗した「マイト・タンゴ」は、まだ経験不十分な予備の馬であったが、「アイリッシュ・キャップ」が跛行状態になったため、急遽代わりに騎乗したものであったが、これを捉えて『スポーツ・イラストレイテッド』誌は「中学生のクォーターバックが南カリフォルニア大学 (USC) を率いてローズボウルに勝利した」ようなものだと報じた。「マイト・タンゴ」が経験不十分であったことから、疲労が高じることになり、一部では急性ストレス障害を起こしかねないとも噂されたが、デビッドソンは、この馬は「非常に疲れている」が、そのスタミナは並外れていると、馬を褒めた。1978年の選手権でもアメリカ合衆国チームは団体で銅メダルを獲得した。1990年にスウェーデンのストックホルムで開催された選手権で、デビッドソンは個人で銅メダルを獲得した。 1998年のローマにおける選手権では、個人としては21位に終わったものの、チームが団体で4位になる一助となった。
1975年のパンアメリカン競技大会では、個人、団体とも、銀メダルを獲得し、1995年の同大会では、個人で金メダル、団体で銀メダルを獲得した。
この他、バドミントン・ホース・トライアルにも出場して、この大会を制した2人しかいないアメリカ人のひとりとなっていたり、ロレックス・ケンタッキー・スリーデイ・イベントでは、6回優勝して、最多優勝回数記録の保持者となっている。そもそもレックス・ケンタッキー・スリーデイ・イベントは、1974年の世界馬術選手権でデビッドソンが優勝し、アメリカ合衆国に1978年大会の開催権がもたらされたことが契機であり、デビッドソンはロレックス・イベントの創始者と位置付けられている。1978年の世界馬術選手権以降、毎年、競技会が開かれるようになり、それがロレックス・ケンタッキー・スリーデイ・イベントに発展し、アメリカ合衆国で最初にして唯一の4つ星級の総合馬術競技会都なっているのである。 デビッドソンは、この競技会の創設当初から、ほとんど毎年、競技に参加している。
デビッドソンは、国際馬術連盟 (FEI) が編纂している総合馬術のランキングにおいて、1993年と1995年に首位を占め、また、1980年から1995年まで、合衆国総合馬術協会によって第一線の第一線の騎手として指名されていた。

### その他
2002年、デビッドソンは馬術雑誌『The Chronicle of the Horse』が選んだ「最も影響力が大きかった20世紀の騎手50人 (the 50 most influential horsemen of the 20th century)」のひとりに選ばれた。2009年には、合衆国総合馬術協会の栄誉殿堂入りを、「アイリッシュ・キャップ」とともに果たした。2003年には、デビッドソンも騎乗した「プレイン・セイリング (Plain Sailing)」が、いち早く栄誉殿堂入りを果たしていた
デビッドソンは、才能のある馬を見出し、調教することにも長けており、そうした梅に騎乗して国際級の大会で競技に臨んでいた。「アイリッシュ・キャップ」は5歳で購入しており、「JJ Babu」と「Dr. Peaches」は1歳馬、「マイト・タンゴ」は元競走馬の2歳馬であったが、いずれもチャンピオン馬となった。デビッドソンは、その後、サラブレッドのブリーダーとなり、自身の所有するチェスター農場で「このスポーツの究極は育種、調教、勝利であり、その全体を正しく貫くことにある (the ultimate in the sport is to breed, train and win, to carry the whole system right on through)」と述べている。

## 関連文献
- O'Connor, Sally; Hussein, Akhtar; Silver, Caroline (1980). Bruce Davidson, World Champion of Eventing. Boston, MA: Houghton Mifflin Co.. ISBN 978-0-395-29117-7